# 키비아 학살

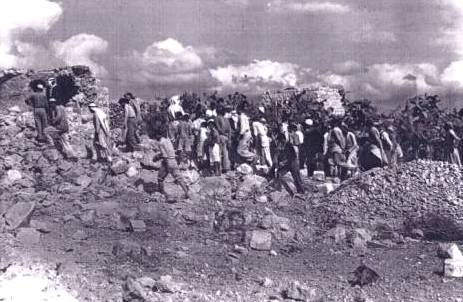
사건 이후 키비아로 돌아가는 팔레스타인인

키비아 학살(아랍어: مذبحة قبيا, 히브리어: טבח קיביה)은 1953년 10월 아리엘 샤론이 지휘하는 이스라엘군이 요르단강 서안 지구를 공격한 사건이다. 팔레스타인 사람 69명이 사망했으며, 이 중에 2/3는 여성과 어린이었다. 이 공격으로 가옥 45채를 비롯해 학교와 모스크도 파괴되었다.
이 학살은 미국 국무부와 국제 연합 안전 보장 이사회를 비롯해 세계 각지의 유대인 공동체로부터 비난을 받았다.